# Sarcelles
Sarcelles je severno predmestje Pariza in občina v osrednji francoski regiji Île-de-France, podprefektura departmaja Val-d'Oise. Leta 1999 je imelo naselje 57.871 prebivalcev.

## Geografija
Naselje leži v osrednji Franciji ob reki Petit Rosne, 15 km od središča Pariza.

## Administracija
Sarcelles je sedež dveh kantonov:
- Kanton Sarcelles-Jugozahod (del občine Sarcelles: 29.060 prebivalcev),
- Kanton Sarcelles-Severovzhod (del občine Sarcelles: 28.811 prebivalcev).

## Znamenitosti
- cerkev sv. Petra in Pavla iz 12. stoletja,
- asirsko-kaldejska cerkev sv. Tomaža apostola, največja v Evropi, posvečena februarja 2004.

## Pobratena mesta
- Hattersheim (Nemčija),
- Netanya (Izrael).